# Eskasoni 3
Eskasoni 3 är ett reservat i Kanada.   Det ligger i provinsen Nova Scotia, i den östra delen av landet, 1 200 km öster om huvudstaden Ottawa. Eskasoni 3 ligger på ön Kap Bretonön.
I omgivningarna runt Eskasoni 3 växer i huvudsak blandskog.